# Able (estágio de foguete)

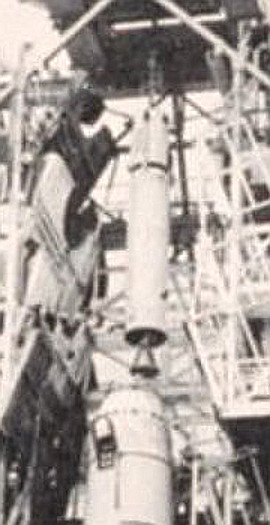
Um segundo estágio Able sendo posicionado num foguete Thor-Able.

O Able, foi um estágio de foguete movido a combustível líquido (HNO3 e UDMH), inicialmente desenvolvido para ser 
o segundo estágio dos foguetes da família Vanguard. Ele foi fabricado pelo Aerojet.
Mais adiante, versões melhoradas desse motor foram usados nos estágios superiores em modelos da família de foguetes Thor, além de ser 
usado também como motor do Módulo de serviço Apollo. 

## Características
Ficha Técnica:
- Comprimento total: 5,67 m
- Diâmetro máximo: 0,81 m
- Massa Total: 1.884 kg
- Empuxo: 34,69 kN
- Impulso específico: 270 s.
- Tempo de queima: 115 s.